# Liste der österreichischen Botschafter in Israel
Der österreichische Botschafter in Israel residiert in Tel Aviv.

## Botschafter
| Ernannt / Akkreditiert | Name                  | Bemerkungen                          | ernannt während der Regierung von | akkreditiert bei | Posten verlassen |
| ---------------------- | --------------------- | ------------------------------------ | --------------------------------- | ---------------- | ---------------- |
| 1950                   | Karl Hartl            | Konsul, ab 1952 Generalkonsul        | Leopold Figl                      | Chaim Weizmann   | 1955             |
| 1955                   | Kurt Enderl           | Generalkonsul                        | Julius Raab                       | Yitzhak Ben-Zvi  | 1958             |
| 1958                   | Ernst Luegmayer       | Gesandter, ab 1959 Botschafter       | Julius Raab                       | Yitzhak Ben-Zvi  | 1962             |
| 1962                   | Walter Peinsipp       |                                      | Alfons Gorbach                    | Yitzhak Ben-Zvi  | 1968             |
| 1968                   | Arthur Agstner        |                                      | Josef Klaus                       | Zalman Shazar    | 1972             |
| 1972                   | Johanna Nestor        |                                      | Bruno Kreisky                     | Zalman Shazar    | 1976             |
| 1976                   | Ingo Mussi            |                                      | Bruno Kreisky                     | Ephraim Katzir   | 1981             |
| 1981                   | Otto Pleinert         |                                      | Bruno Kreisky                     | Yitzhak Navon    | 1990             |
| 1990                   | Kurt Hengl            | Geschäftsträger, ab 1992 Botschafter | Franz Vranitzky                   | Chaim Herzog     | 1994             |
| 1994                   | Herbert Kröll         |                                      | Franz Vranitzky                   | Ezer Weizman     | 1997             |
| 1998                   | Wolfgang Paul         |                                      | Viktor Klima                      | Ezer Weizman     | 2002             |
| 2002                   | Kurt Hengl            |                                      | Wolfgang Schüssel                 | Mosche Katzav    | 2007             |
| 2008                   | Michael Rendi         |                                      | Werner Faymann                    | Shimon Peres     | 2011             |
| 4. Jan. 2012           | Franz Josef Kuglitsch |                                      | Werner Faymann                    | Shimon Peres     | 2015             |
| 5. Nov. 2015           | Martin Weiss          |                                      | Werner Faymann                    | Reuven Rivlin    | 2019             |
| 6. Nov. 2019           | Hannah Liko           |                                      | Brigitte Bierlein                 | Reuven Rivlin    | 2021             |
| 2022                   | Nikolaus Lutterotti   |                                      | Karl Nehammer                     | Jitzchak Herzog  |                  |